# Tirreno-Adriatico 1968
Tirreno-Adriatico 1968 est la 3e édition de la course cycliste par étapes italienne Tirreno-Adriatico. L’épreuve se déroule sur cinq étapes entre le 12 et le 16 mars 1968, sur un parcours total de 1 037,9 km. Le vainqueur de la course est l’Italien Claudio Michelotto (Max Meyer).

## Classements des étapes
| Étape    | Date    | Villes étapes                             | km    | Vainqueur d’étape     | Leader du classement général |
| -------- | ------- | ----------------------------------------- | ----- | --------------------- | ---------------------------- |
| 1e étape | 12 mars | Santa Marinella - Fiuggi                  | 206,0 | Vittorio Adorni (ITA) | Vittorio Adorni (ITA)        |
| 2e étape | 13 mars | Fiuggi - Cassino                          | 188,2 | Rudi Altig (GER)      | Rudi Altig (GER)             |
| 3e étape | 14 mars | Frosinone - Pescasseroli                  | 199,5 | Italo Zilioli (ITA)   | Claudio Michelotto (ITA)     |
| 4e étape | 15 mars | Pescasseroli - San Benedetto del Tronto   | 226,4 | Franco Bitossi (ITA)  | Claudio Michelotto (ITA)     |
| 5e étape | 16 mars | San Benedetto del Tronto - S.B del Tronto | 217,0 | Giorgio Favaro (ITA)  | Claudio Michelotto (ITA)     |

## Classement général
|    | Cycliste           | Pays      | Équipe     | Temps            |
| -- | ------------------ | --------- | ---------- | ---------------- |
| 1  | Claudio Michelotto | Italie    | Max Meyer  | 27 h 17 min 32 s |
| 2  | Italo Zilioli      | Italie    | Filotex    | + 18 s           |
| 3  | Rudi Altig         | Allemagne | Salvarani  | + 1 min 38 s     |
| 4  | Franco Bitossi     | Italie    | Filotex    | + 1 min 39 s     |
| 5  | Vito Taccone       | Italie    | Germanvox  | + 1 min 43 s     |
| 6  | Roberto Ballini    | Italie    | Max Meyer  | + 1 min 43 s     |
| 7  | Flaviano Vicentini | Italie    | Filotex    | + 1 min 45 s     |
| 8  | Gianni Motta       | Italie    | Molteni    | + 1 min 47 s     |
| 9  | Michele Dancelli   | Italie    | Pepsi Cola | + 1 min 53 s     |
| 10 | Felice Gimondi     | Italie    | Salvarani  | + 2 min 17 s     |